# 센고쿠 렌
센고쿠 렌(일본어: 仙石 廉, 1990년 10월 2일 ~ )는 일본의 전 축구 선수이다.

## 구단 경력
그는 2009년부터 2018년까지 J리그의 가시와 레이솔, 파지아노 오카야마, AC 나가노 파르세이루, 도치기 SC, 가이나레 돗토리에서 활동하였다.